# Trichoglossum
Trichoglossum of Aardtong is een geslacht van schimmels behorend tot de familie Geoglossaceae. De wetenschappelijke naam van het geslacht werd voor het eerst in 1885 geldig gepubliceerd door Jean-Louis Émile Boudier.

## Soorten
Volgens Index Fungorum bevat het geslacht 19 soorten:
| Soortnaam                                        | Auteur(s)                      | Publicatiejaar |
| ------------------------------------------------ | ------------------------------ | -------------- |
| Trichoglossum cheliense                          | F.L. Tai                       | 1944           |
| Trichoglossum confusum                           | E.J. Durand                    | 1921           |
| Trichoglossum farlowii                           | (Cooke) E.J. Durand            | 1908           |
| Trichoglossum gracile                            | Pat.                           | 1909           |
| Trichoglossum hirsutum (Ruige aardtong)          | (Pers.) Boud.                  | 1907           |
| Trichoglossum kunmingense                        | F.L. Tai                       | 1944           |
| Trichoglossum octopartitum                       | Mains                          | 1940           |
| Trichoglossum persoonii                          | F.L. Tai                       | 1944           |
| Trichoglossum peruvianum                         | E.K. Cash                      | 1958           |
| Trichoglossum qingchengense                      | W.Y. Zhuang                    | 1997           |
| Trichoglossum rasum                              | Pat.                           | 1909           |
| Trichoglossum rehmianum                          | (Henn.) E.J. Durand            | 1908           |
| Trichoglossum septatum                           | Ekanayaka, Q. Zhao & K.D. Hyde | 2017           |
| Trichoglossum sinicum                            | F.L. Tai                       | 1944           |
| Trichoglossum tetrasporum (Viersporige aardtong) | Sinden & Fitzp.                | 1930           |
| Trichoglossum variabile                          | (E.J. Durand) Nannf.           | 1942           |
| Trichoglossum velutipes                          | (Peck) E.J. Durand             | 1908           |
| Trichoglossum walteri (Borstelige aardtong)      | (Berk.) E.J. Durand            | 1908           |
| Trichoglossum wrightii                           | (E.J. Durand) E.J. Durand      | 1921           |